# Isochorista ranulana
Espèce
Isochorista ranulana  est un insecte  de l'ordre des lépidoptères de la famille des Tortricidae.
On le trouve en Australie.